# Paige Hathaway
Paige Hathaway (* 1988 in Minnesota) ist eine US-amerikanische Bodybuilderin, Fitness-Bloggerin, Fitnessmodel und Influencerin.

## Leben und Wirken
Paige Hathaways Kindheit verlief schwierig: Nachdem sich ihre Eltern scheiden ließen, als sie vier Jahre alt war, zog sie zuerst mit ihrer Mutter nach Texas zum neuen Lebensgefährten ihrer Mutter. Nachdem sie für kurze Zeit bei ihrer Großmutter lebte, verbrachte sie ihre restliche Kindheit in mehreren Kinderheimen.
Schon während der Schulzeit war sie an Sport interessiert. Neben ihrem Studium der Sportmedizin belegte sie einige Fitnesskurse. In Oklahoma sprach sie ein Fitnesstrainer an, an Fitnessbikiniwettbewerben teilzunehmen. 2011 belegte sie beim Ronnie Coleman Classic auf Anhieb den 2. Platz. Im Jahr darauf erreichte sie ebenfalls den 2. Platz beim NPC Oklahoma City Grand Prix Class D. Zudem stieß die Firma Shredz auf sie. 2013 belegte Paige Hathaway beim NPC USA Championship Class D lediglich den 16. Platz und beim NPC USA Championship den 14. Platz. Noch im selben Jahr begann sie Fitnessblogs zu unterhalten.
Seit 2015 führt sie einen Instagramkanal, wobei sie um die 4.200.00 Follower hat; auf Facebook hat sie über 5.500.000 Abonnenten.
Unter anderen in folgenden Zeitschriften war sie auf den Covern zu sehen: Fitness Gurls (2014), Women's health and fitness (2014), Dakini (2015), Inside Fitness Woman (2016), Oxygen (2 × 2016), Muscular Development (2017), Hers – muscles & fitness UK (2018), Train for her (2018).